# Léster Moré
Léster Oriel Moré Hennynghom est un footballeur international cubain, né le 13 septembre 1978 à Ciego de Ávila (Cuba).

## Biographie
Surnommé Moregol, Léster Moré s'impose très rapidement comme un des meilleurs buteurs cubains (123 buts en championnat), au point de devenir le meilleur buteur de l'histoire de la sélection nationale cubaine.
Il participe à la Gold Cup 2007 aux États-Unis quand il décide d'abandonner la sélection et son pays après le match face au Mexique dans le New Jersey. Il est rejoint quelques jours plus tard par Osvaldo Alonso. Ils entament alors tous deux une carrière professionnelle aux États-Unis en rejoignant le Charleston Battery.

### Buts en sélection
| Buts en sélection de Léster Moré | Buts en sélection de Léster Moré | Buts en sélection de Léster Moré                           | Buts en sélection de Léster Moré | Buts en sélection de Léster Moré | Buts en sélection de Léster Moré | Buts en sélection de Léster Moré |
|                                  | Date                             | Lieu                                                       | Adversaire                       | Score                            | Résultat                         | Compétition                      |
| -------------------------------- | -------------------------------- | ---------------------------------------------------------- | -------------------------------- | -------------------------------- | -------------------------------- | -------------------------------- |
| 1.                               | 14 mai 1996                      | Truman Bodden Sports Complex, George Town (Îles Caïmans)   | Îles Caïmans                     | 5-0                              | 5-0                              | QCM 1998                         |
| 2.                               | 10 juin 1996                     | Hasely Crawford Stadium, Port of Spain (Trinité-et-Tobago) | Haïti                            | 6-0                              | 6-1                              | QCM 1998                         |
| 3.                               | 7 mai 2000                       | Estadio Pedro Marrero, La Havane (Cuba)                    | Barbade                          | 1-1                              | 1-1                              | QCM 2002                         |
| 4.                               | 21 mai 2000                      | Waterford National Stadium, Bridgetown (Barbade)           | Barbade                          | 1-0                              | 1-1                              | QCM 2002                         |
| 5.                               | 27 novembre 2002                 | Truman Bodden Sports Complex, George Town (Îles Caïmans)   | Îles Caïmans                     | 2-0                              | 5-0                              | CAR 2002                         |
| 6.                               | 27 novembre 2002                 | Truman Bodden Sports Complex, George Town (Îles Caïmans)   | Îles Caïmans                     | 3-0                              | 5-0                              | CAR 2002                         |
| 7.                               | 29 novembre 2002                 | Truman Bodden Sports Complex, George Town (Îles Caïmans)   | Martinique                       | 1-0                              | 2-1                              | CAR 2002                         |
| 8.                               | 28 mars 2003                     | Marvin Lee Stadium, Macoya (Trinité-et-Tobago)             | Antigua-et-Barbuda               | 1-0                              | 2-0                              | CAR 2002                         |
| 9.                               | 28 mars 2003                     | Marvin Lee Stadium, Macoya (Trinité-et-Tobago)             | Antigua-et-Barbuda               | 2-0                              | 2-0                              | CAR 2002                         |
| 10.                              | 30 mars 2003                     | Manny Ramjohn Stadium, Marabella (Trinité-et-Tobago)       | Trinité-et-Tobago                | 2-1                              | 3-1                              | CAR 2002                         |
| 11.                              | 14 juillet 2003                  | Gillette Stadium, Foxboro (États-Unis)                     | Canada                           | 1-0                              | 2-0                              | GC 2002                          |
| 12.                              | 14 juillet 2003                  | Gillette Stadium, Foxboro (États-Unis)                     | Canada                           | 2-0                              | 2-0                              | GC 2002                          |
| 13.                              | 22 février 2004                  | Truman Bodden Sports Complex, George Town (Îles Caïmans)   | Îles Caïmans                     | 1-0                              | 2-1                              | QCM 2006                         |
| 14.                              | 16 mars 2004                     | Estadio Pedro Marrero, La Havane (Cuba)                    | Panama                           | 1-1                              | 1-1                              | Amical                           |
| 15.                              | 18 mars 2004                     | Estadio Pedro Marrero, La Havane (Cuba)                    | Panama                           | 3-0                              | 3-0                              | Amical                           |
| 16.                              | 27 mars 2004                     | Estadio Pedro Marrero, La Havane (Cuba)                    | Îles Caïmans                     | 1-0                              | 3-0                              | QCM 2006                         |
| 17.                              | 27 mars 2004                     | Estadio Pedro Marrero, La Havane (Cuba)                    | Îles Caïmans                     | 2-0                              | 3-0                              | QCM 2006                         |
| 18.                              | 27 mars 2004                     | Estadio Pedro Marrero, La Havane (Cuba)                    | Îles Caïmans                     | 3-0                              | 3-0                              | QCM 2006                         |
| 19.                              | 12 juin 2004                     | Estadio Pedro Marrero, La Havane (Cuba)                    | Costa Rica                       | 1-1                              | 2-2                              | QCM 2006                         |
| 20.                              | 12 juin 2004                     | Estadio Pedro Marrero, La Havane (Cuba)                    | Costa Rica                       | 2-2                              | 2-2                              | QCM 2006                         |
| 21.                              | 21 décembre 2004                 | Stade Dillon, Fort-de-France (Martinique)                  | Martinique                       | 2-0                              | 2-0                              | CAR 2005                         |
| 22.                              | 20 février 2005                  | Waterford National Stadium, Bridgetown (Barbade)           | Barbade                          | 1-0                              | 3-0                              | CAR 2005                         |
| 23.                              | 20 février 2005                  | Waterford National Stadium, Bridgetown (Barbade)           | Barbade                          | 2-0                              | 3-0                              | CAR 2005                         |
| 24.                              | 22 février 2005                  | Waterford National Stadium, Bridgetown (Barbade)           | Trinité-et-Tobago                | 1-1                              | 2-1                              | CAR 2005                         |
| 25.                              | 22 février 2005                  | Waterford National Stadium, Bridgetown (Barbade)           | Trinité-et-Tobago                | 2-1                              | 2-1                              | CAR 2005                         |
| 26.                              | 7 juillet 2005                   | Qwest Field, Seattle (États-Unis)                          | États-Unis                       | 1-0                              | 1-4                              | GC 2005                          |
| 27.                              | 8 novembre 2006                  | Stade Dillon, Fort-de-France (Martinique)                  | Haïti                            | 2-0                              | 2-1                              | CAR 2007                         |
| 28.                              | 16 janvier 2007                  | Marabella (Trinité-et-Tobago)                              | Saint-Vincent-et-les-Grenadines  | 1-0                              | 3-0                              | CAR 2007                         |
| 29.                              | 16 janvier 2007                  | Manny Ramjohn Stadium, Marabella (Trinité-et-Tobago)       | Saint-Vincent-et-les-Grenadines  | 2-0                              | 3-0                              | CAR 2007                         |

NB : Les scores sont affichés sans tenir compte du sens conventionnel en cas de match à l'extérieur (Cuba-Adversaire)

## Palmarès

### En club
- Champion de Cuba en 2001-02 et 2003 avec le FC Ciego de Ávila.

### Distinctions individuelles
- Meilleur buteur du championnat de Cuba de football en 1999-00 (13 buts) et 2003 (32 buts).